# Torneo Apertura 2021 (Guatemala)
El Torneo Apertura 2021 fue el 45.º torneo corto del fútbol guatemalteco, iniciando la temporada 2021-22 de la Liga Nacional de Fútbol de Guatemala. Esta temporada contó con 12 equipos, al igual que en temporadas anteriores.

## Sistema de competición
Para esta edición, se volvió al formato habitual de un grupo único de 12 equipos que jugaron 22 partidos en seis meses para definir a ocho clasificados a cuartos de final
El torneo se divide en dos partes:
- Fase de clasificación: Formado por los 132 partidos en las 22 jornadas disputadas.
- Fase final: Reclasificación a semifinales, semifinales y final

### Fase de clasificación
Los 12 equipos participantes jugaron una ronda clasificatoria de todos contra todos en visita recíproca, terminando en 22 fechas de 6 partidos cada una, para un total de 132 partidos clasificatorios. Se utiliza un sistema de puntos, que se presenta así:
- Por victoria, se obtendrán 3 puntos.
- Por empate, se obtendrá 1 punto.
- Por derrota no se obtendrán puntos.

Al finalizar las 22 jornadas, la tabla se ordenó con base en los clubes que hayan obtenido la mayoría de puntos, en caso de empates, se toman los siguientes criterios:
1. Puntos
2. Puntos obtenidos entre los equipos empatados
3. Diferencial de goles
4. Goles anotados
5. Goles anotados en condición visitante.

### Fase final
Al finalizar las 22 fechas totales, los primeros 8 equipos de la tabla general clasificaron a la fase final.
Los ocho clubes calificados para esta fase del torneo fueron reubicados de acuerdo con el lugar que ocupen en la tabla General al término de la fecha 22, con el puesto del número uno al club mejor clasificado, y así hasta el número 8. Los partidos a esta fase se desarrollaron a visita, en las siguientes etapas:
- Cuartos de final
- Semifinales
- Final

Los partidos de cuartos de final se jugaron de la siguiente manera:
2.° vs 7.° 
3.° vs 6.° 
4.° vs 5.°
En las semifinales participaron los cuatro clubes vencedores de cuartos de final, reubicándolos del uno al cuatro, de acuerdo a su mejor posición en la tabla General de clasificación al término de la jornada 19 del torneo correspondiente, enfrentándose:
Finalmente, los ganadores de estos partidos se enfrentaron en la final. El ganador será el campeón del Apertura 2021 y clasificará a la Liga Concacaf 2022.

## Equipos participantes

### Ascensos y descensos
| Pos. | Descendidos de Liga Nacional de Fútbol de Guatemala 2020-21 |
| ---- | ----------------------------------------------------------- |
| 11°  | Sanarate                                                    |
| 12°  | Sacachispas                                                 |

| Pos. | Ascendidos de Primera División de Guatemala 2020-21 |
| ---- | --------------------------------------------------- |
| 1º   | Sololá                                              |
| 2º   | Nueva Concepción                                    |

| Equipo                    | Entrenador             | Presidente         | Ciudad                               | Estadio                   | Capacidad | Fundación      | Patrocinador   | Uniforme        | Televisora |
| ------------------------- | ---------------------- | ------------------ | ------------------------------------ | ------------------------- | --------- | -------------- | -------------- | --------------- | ---------- |
| Antigua GFC               | Roberto Montoya        | Víctor Hugo García | Antigua Guatemala, Sacatepéquez      | Pensativo                 | 10,000    | 1959(66 años)  | Banrural       | Joma            |            |
| Nueva Concepción          | Manuel Castañeda       | Adolfo Pozuelos    | Nueva Concepción, Escuintla          | José Luis Ibarra          | 3,000     | 1994 (31 años) | Municipalidad  | Sport Jama      |            |
| Cobán Imperial            | Fabricio Benítez       | Irasema Meléndez   | Cobán, Alta Verapaz                  | José Ángel Rossi          | 7,000     | 1936(89 años)  | Bantrab        | Net Sportswear  |            |
| Municipal                 | José Saturnino Cardozo | Gerardo Villa      | Ciudad de Guatemala                  | Manuel Felipe Carrera     | 7,500     | 1936(89 años)  | Banrural       | Umbro           |            |
| Sololá                    | Marvin Hernández       | Carlos Guárquez    | Sololá, Sololá                       | Xambá                     | 2,000     | 1952(72 años)  | Colua          | Novasports      |            |
| Comunicaciones            | Willy Coito Olivera    | Juan Leonel García | Ciudad de Guatemala                  | Doroteo Guamuch Flores    | 27,000    | 1949(75 años)  | Z Gas          | Nino Sportswear |            |
| Deportivo Achuapa         | Gustavo Machaín        | Francisco Zepeda   | El Progreso, Jutiapa                 | Manuel Ariza              | 1,500     | 1932(93 años)  | Banrural       | Net Sportswear  |            |
| Guastatoya                | Rafael Díaz            | Leonardo Moscoso   | Guastatoya, El Progreso              | David Cordón Hichos       | 3,100     | 2010(35 años)  | Banrural       | Net Sportswear  |            |
| Iztapa                    | Ramiro Cepeda          | Mario Mejía        | Iztapa, Escuintla                    | El Morón                  | 1,000     | 2001 (24 años) | Banrural       | Tuto Sport      |            |
| Malacateco                | Matías Tatangelo       | Carlos Rodríguez   | Malacatán, San Marcos                | Santa Lucía               | 5,500     | 1962(62 años)  | Muni Malacatán | Silver Sport    |            |
| Santa Lucía Cotzumalguapa | Mario Acevedo          | Rafael Espaderos   | Santa Lucía Cotzumalguapa, Escuintla | Santa Lucía Cotzumalguapa | 9,000     | 1992(33 años)  | Banrural       | Net Sportswear  |            |
| Xelajú                    | Marco Antonio Morales  | José Carlos López  | Quetzaltenango, Quetzaltenango       | Mario Camposeco           | 12,500    | 1942(83 años)  | Pepsi          | MR              |            |

### Cambios de entrenadores
| Equipo         | Entrenador (jornadas)                                  |
| -------------- | ------------------------------------------------------ |
| Achuapa        | Gustavo Machaín (1 - 5) Raúl Arias (6 -)               |
| Malacateco     | Matías Tatangelo (1 - 5) Roberto Hernández Ayala (6 -) |
| Guastatoya     | Rafael Díaz (1 - 7) Daniel Guzmán Castañeda (8 -)      |
| Sololá         | Marvin Hernández (1 - 17) Rafael Díaz (17 - )          |
| Cobán Imperial | Fabricio Benítez (1 - 10) Sebastián Bini (10 - )       |

## Equipos por departamento
Por primera vez en la historia, un departamento que no es Guatemala tiene más equipos en Liga Nacional, gracias al ascenso de Nueva Concepción a la máxima categoría.
Por otro lado, Sololá tendrá un representante por primera vez en el máximo circuito del fútbol nacional, mientras que Chiquimula se quedó sin representantes tras el descenso de Sacachispas la temporada pasada. El Progreso también perdió un representante.
Un total de 9 departamentos se verán representados, apenas un 41% del total.
De los 12 equipos participantes, 6 se concentran en las Regiones Central y Metropolitana del país, 3 en la Suroccidental, 2 entre las dos regiones de Oriente y apenas uno al norte del país.
| Departamento   | N.º | Equipos                             |
| -------------- | --- | ----------------------------------- |
| Escuintla      | 3   | Iztapa Nueva Concepción Santa Lucía |
| Guatemala      | 2   | Municipal Comunicaciones            |
| San Marcos     | 1   | Malacateco                          |
| Alta Verapaz   | 1   | Cobán Imperial                      |
| El Progreso    | 1   | Guastatoya                          |
| Jutiapa        | 1   | Achuapa                             |
| Quetzaltenango | 1   | Xelaju                              |
| Sacatepéquez   | 1   | Antigua GFC                         |
| Sololá         | 1   | Sololá                              |

## Fase de clasificación

### Tabla general
| Pos. | Equipo                    | Pts. | PJ | G  | E  | P  | GF | GC | Dif. | Clasificación      |
| ---- | ------------------------- | ---- | -- | -- | -- | -- | -- | -- | ---- | ------------------ |
| 1    | Antigua GFC               | 46   | 22 | 14 | 4  | 4  | 36 | 12 | +24  | Cuartos de Final   |
| 2    | Comunicaciones            | 44   | 22 | 13 | 5  | 4  | 36 | 19 | +17  | Cuartos de Final   |
| 3    | Municipal                 | 39   | 22 | 11 | 6  | 5  | 29 | 15 | +14  | Cuartos de Final   |
| 4    | Malacateco                | 36   | 22 | 10 | 6  | 6  | 31 | 22 | +9   | Cuartos de Final   |
| 5    | Santa Lucía Cotzumalguapa | 36   | 22 | 8  | 12 | 2  | 27 | 24 | +3   | Cuartos de Final   |
| 6    | Xelajú MC                 | 30   | 22 | 8  | 6  | 8  | 18 | 22 | −4   | Cuartos de Final   |
| 7    | Iztapa                    | 28   | 22 | 8  | 4  | 10 | 25 | 33 | −8   | Cuartos de Final   |
| 8    | Sololá                    | 25   | 22 | 6  | 7  | 9  | 19 | 31 | −12  | Cuartos de Final   |
| 9    | Guastatoya                | 23   | 22 | 5  | 8  | 9  | 17 | 22 | −5   |                    |
| 10   | Cobán Imperial            | 20   | 22 | 5  | 5  | 12 | 19 | 26 | −7   |                    |
| 11   | Achuapa                   | 16   | 22 | 3  | 7  | 12 | 12 | 24 | −12  | Riesgo de Descenso |
| 12   | Nueva Concepción          | 16   | 22 | 4  | 4  | 14 | 11 | 31 | −20  | Riesgo de Descenso |

Actualizado a los partidos jugados el 28 de noviembre de 2021.
 Fuente: Página oficial
Criterios de clasificación: Puntos · Diferencia de goles · Goles a favor · Enfrentamiento directo

### Resumen de fechas
| Equipos/Fechas   | 1     | 2     | 3     | 4     | 5     | 6     | 7     | 8     | 9     | 10    | 11    | 12    | 13    | 14    | 15    | 16    | 17    | 18    | 19    | 20    | 21    | 22    |
| ---------------- | ----- | ----- | ----- | ----- | ----- | ----- | ----- | ----- | ----- | ----- | ----- | ----- | ----- | ----- | ----- | ----- | ----- | ----- | ----- | ----- | ----- | ----- |
| Achuapa          | NCO   | MAL   | COM   | COB   | ANT   | GST   | SLC   | MUN   | IZT   | XEL   | SOL   | NCO   | MAL   | COM   | COB   | ANT   | GST   | SLC   | MUN   | IZT   | XEL   | SOL   |
| Achuapa          | 0 - 0 | 0 - 0 | 1 - 3 | 0 - 2 | 0 - 1 | 2 - 2 | 0 - 2 | 0 - 1 | 2 - 0 | 1 - 1 | 0 - 2 | 1 - 0 | 0 - 1 | 0 - 0 | 1 - 0 | 1 - 2 | 0 - 0 | 0 - 0 | 0 - 1 | 2 - 3 | 0 - 1 | 1 - 2 |
| Antigua GFC      | IZT   | XEL   | SOL   | NCO   | ACH   | COM   | COB   | MAL   | GST   | SLC   | MUN   | IZT   | XEL   | SOL   | NCO   | ACH   | COM   | COB   | MAL   | GST   | SLC   | MUN   |
| Antigua GFC      | 0 - 1 | 4 - 0 | 2 - 1 | 4 - 0 | 1 - 0 | 1 - 0 | 2 - 0 | 1 - 1 | 2 - 1 | 0 - 1 | 1 - 1 | 4 - 2 | 1 - 0 | 4 - 0 | 0 - 1 | 2 - 1 | 1 - 0 | 2 - 1 | 1 - 1 | 3 - 0 | 0 - 0 | 0 - 1 |
| Cobán Imperial   | XEL   | SOL   | NCO   | ACH   | COM   | MAL   | ANT   | GST   | SLC   | MUN   | IZT   | XEL   | SOL   | NCO   | ACH   | COM   | MAL   | ANT   | GST   | SLC   | MUN   | IZT   |
| Cobán Imperial   | 0 - 3 | 0 - 0 | 1 - 2 | 2 - 2 | 0 - 1 | 0 - 2 | 0 - 1 | 1 - 0 | 2 - 0 | 2 - 1 | 2 - 1 | 1 - 1 | 2 - 1 | 2 - 0 | 0 - 1 | 1 - 2 | 1 - 1 | 1 - 2 | 0 - 1 | 2 - 2 | 0 - 1 | 3 - 5 |
| Comunicaciones   | SOL   | NCO   | ACH   | MAL   | COB   | ANT   | GST   | SLC   | MUN   | IZT   | XEL   | SOL   | NCO   | ACH   | MAL   | COB   | ANT   | GST   | SLC   | MUN   | IZT   | XEL   |
| Comunicaciones   | 4 - 0 | 2 - 0 | 3 - 1 | 3 - 2 | 2 - 2 | 0 - 1 | 3 - 1 | 2 - 1 | 0 - 2 | 0 - 1 | 2 - 1 | 1 - 1 | 2 - 1 | 0 - 0 | 2 - 1 | 2 - 1 | 0 - 1 | 1 - 1 | 6 - 1 | 0 - 0 | 1 - 0 | 1 - 0 |
| Guastatoya       | MUN   | IZT   | XEL   | SOL   | NCO   | ACH   | COM   | COB   | ANT   | MAL   | SLC   | MUN   | IZT   | XEL   | SOL   | NCO   | ACH   | COM   | COB   | ANT   | MAL   | SLC   |
| Guastatoya       | 0 - 1 | 1 - 0 | 0 - 1 | 0 - 0 | 0 - 1 | 2 - 2 | 1 - 3 | 0 - 1 | 1 - 2 | 1 - 2 | 2 - 2 | 1 - 0 | 0 - 1 | 3 - 0 | 0 - 0 | 2 - 1 | 0 - 0 | 1 - 1 | 1 - 0 | 0 - 3 | 1 - 1 | 1 - 1 |
| Iztapa           | ANT   | GST   | SLC   | MUN   | MAL   | XEL   | SOL   | NCO   | ACH   | COM   | COB   | ANT   | GST   | SLC   | MUN   | MAL   | XEL   | SOL   | NCO   | ACH   | COM   | COB   |
| Iztapa           | 1 - 0 | 0 - 1 | 0 - 1 | 2 - 2 | 4 - 2 | 0 - 1 | 0 - 1 | 2 - 0 | 2 - 0 | 1 - 0 | 1 - 2 | 2 - 4 | 1 - 0 | 3 - 3 | 1 - 0 | 1 - 7 | 1 - 2 | 1 - 1 | 1 - 1 | 3 - 2 | 0 - 1 | 5 - 3 |
| Malacateco       | SLC   | ACH   | MUN   | COM   | IZT   | COB   | XEL   | ANT   | SOL   | GST   | NCO   | SLC   | ACH   | MUN   | COM   | IZT   | COB   | XEL   | ANT   | SOL   | GST   | NCO   |
| Malacateco       | 1 - 2 | 0 - 0 | 0 - 4 | 2 - 3 | 2 - 4 | 1 - 0 | 0 - 1 | 1 - 1 | 2 - 0 | 2 - 1 | 0 - 0 | 3 - 0 | 1 - 0 | 1 - 0 | 1 - 2 | 7 - 1 | 1 - 1 | 2 - 0 | 1 - 1 | 2 - 0 | 1 - 1 | 5 - 1 |
| Municipal        | GST   | SLC   | MAL   | IZT   | XEL   | SOL   | NCO   | ACH   | COM   | COB   | ANT   | GST   | SLC   | MAL   | IZT   | XEL   | SOL   | NCO   | ACH   | COM   | COB   | ANT   |
| Municipal        | 1 - 0 | 1 - 1 | 4 - 0 | 2 - 2 | 0 - 0 | 2 - 3 | 2 - 0 | 1 - 0 | 1 - 2 | 2 - 1 | 1 - 1 | 0 - 1 | 1 - 1 | 0 - 1 | 0 - 1 | 3 - 0 | 4 - 1 | 2 - 0 | 1 - 0 | 0 - 0 | 1 - 0 | 1 - 0 |
| Nueva Concepción | ACH   | COM   | COB   | ANT   | GST   | SLC   | MUN   | IZT   | XEL   | SOL   | MAL   | ACH   | COM   | COB   | ANT   | GST   | SLC   | MUN   | IZT   | XEL   | SOL   | MAL   |
| Nueva Concepción | 0 - 0 | 0 - 2 | 2 - 1 | 0 - 4 | 1 - 0 | 1 - 2 | 0 - 2 | 0 - 2 | 2 - 0 | 0 - 3 | 0 - 0 | 0 - 1 | 1 - 2 | 0 - 2 | 1 - 0 | 1 - 2 | 1 - 1 | 0 - 2 | 1 - 1 | 0 - 2 | 0 - 2 | 1 - 5 |
| Santa Lucía      | MAL   | MUN   | IZT   | XEL   | SOL   | NCO   | ACH   | COM   | COB   | ANT   | GST   | MAL   | MUN   | IZT   | XEL   | SOL   | NCO   | ACH   | COM   | COB   | ANT   | GST   |
| Santa Lucía      | 2 - 1 | 1 - 1 | 1 - 0 | 1 - 1 | 1 - 1 | 2 - 1 | 2 - 0 | 1 - 0 | 2 - 0 | 1 - 0 | 2 - 2 | 0 - 3 | 1 - 1 | 3 - 3 | 0 - 0 | 3 - 1 | 1 - 1 | 0 - 0 | 1 - 6 | 2 - 2 | 0 - 0 | 1 - 1 |
| Sololá           | COM   | COB   | ANT   | GST   | SLC   | MUN   | IZT   | XEL   | MAL   | NCO   | ACH   | COM   | COB   | ANT   | GST   | SLC   | MUN   | IZT   | XEL   | MAL   | NCO   | ACH   |
| Sololá           | 0 - 4 | 0 - 0 | 1 - 2 | 0 - 0 | 1 - 1 | 3 - 2 | 1 - 0 | 0 - 2 | 0 - 2 | 3 - 0 | 2 - 0 | 1 - 1 | 1 - 2 | 0 - 4 | 0 - 0 | 1 - 3 | 1 - 4 | 1 - 1 | 1 - 1 | 0 - 2 | 2 - 0 | 2 - 1 |
| Xelajú MC        | COB   | ANT   | GST   | SLC   | MUN   | IZT   | MAL   | SOL   | NCO   | ACH   | COM   | COB   | ANT   | GST   | SLC   | MUN   | IZT   | MAL   | SOL   | NCO   | ACH   | COM   |
| Xelajú MC        | 3 - 0 | 0 - 4 | 1 - 0 | 1 - 1 | 0 - 0 | 1 - 0 | 1 - 0 | 2 - 0 | 0 - 2 | 1 - 1 | 1 - 2 | 1 - 1 | 0 - 1 | 0 - 3 | 0 - 0 | 0 - 3 | 2 - 1 | 0 - 2 | 1 - 1 | 2 - 0 | 1 - 0 | 0 - 1 |

### Evolución de la clasificación
| Fechas           | 1  | 2  | 3       | 4  | 5  | 6  | 7  | 8       | 9  | 10 | 11 | 12      | 13     | 14     | 15     | 16      | 17      | 18 | 19 | 20 | 21 | 22 |
| ---------------- | -- | -- | ------- | -- | -- | -- | -- | ------- | -- | -- | -- | ------- | ------ | ------ | ------ | ------- | ------- | -- | -- | -- | -- | -- |
| Antigua GFC      | 9  | 4  | 4       | 2  | 2  | 1  | 1  | 1       | 1  | 2  | 2  | 1 [-1]  | 1      | 1      | 1      | 1       | 1       | 1  | 1  | 1  | 1  | 1  |
| Comunicaciones   | 1  | 1  | 1       | 1  | 1  | 2  | 2  | 3 [-1]  | 2  | 3  | 3  | 3 [-1]  | 2      | 2      | 2      | 2       | 2       | 2  | 2  | 2  | 2  | 2  |
| Municipal        | 5  | 3  | 2       | 3  | 3  | 5  | 5  | 5 [-1]  | 5  | 5  | 5  | 5 [-1]  | 4      | 5      | 5      | 5       | 4       | 4  | 4  | 4  | 3  | 3  |
| Malacateco       | 8  | 9  | 11      | 12 | 12 | 11 | 11 | 11      | 9  | 8  | 8  | 7       | 6      | 4      | 4      | 4       | 5       | 5  | 5  | 5  | 5  | 4  |
| Santa Lucía      | 3  | 2  | 3       | 4  | 4  | 3  | 3  | 4 [-1]  | 3  | 1  | 1  | 2 [-1]  | 3 [-1] | 3 [-1] | 3 [-1] | 3 [-1]  | 3 [-1]  | 3  | 3  | 3  | 4  | 5  |
| Xelajú MC        | 2  | 7  | 5       | 5  | 5  | 4  | 4  | 2       | 4  | 4  | 4  | 4 [-1]  | 5      | 6      | 7      | 6       | 6       | 6  | 6  | 6  | 6  | 6  |
| Iztapa           | 4  | 6  | 7       | 6  | 6  | 6  | 7  | 6       | 6  | 6  | 6  | 8       | 7      | 8      | 6      | 7       | 7       | 7  | 7  | 7  | 7  | 7  |
| Sololá           | 12 | 12 | 12      | 11 | 10 | 8  | 6  | 7       | 8  | 7  | 7  | 6       | 8      | 9      | 9      | 9       | 9       | 9  | 10 | 10 | 10 | 8  |
| Guastatoya       | 10 | 5  | 6       | 7  | 9  | 9  | 9  | 9 [-1]  | 11 | 11 | 11 | 12 [-2] | 12[-1] | 10[-1] | 12[-1] | 10 [-1] | 10 [-1] | 9  | 8  | 8  | 8  | 9  |
| Cobán Imperial   | 11 | 11 | 10 [-1] | 8  | 8  | 10 | 10 | 10 [-1] | 12 | 12 | 12 | 11 [-1] | 9      | 7      | 8      | 8       | 8       | 8  | 9  | 9  | 10 | 10 |
| Achuapa          | 6  | 8  | 8       | 10 | 11 | 12 | 12 | 12 [-1] | 10 | 10 | 10 | 10      | 11     | 11     | 10     | 11      | 11      | 11 | 11 | 11 | 11 | 11 |
| Nueva Concepción | 7  | 10 | 9 [-1]  | 9  | 7  | 7  | 8  | 8       | 7  | 9  | 9  | 9       | 10     | 12     | 11     | 12      | 12      | 12 | 12 | 12 | 12 | 12 |

## Fechas
- Los horarios son correspondientes al tiempo de Guatemala (UTC-6).

| Fecha 1                                                                                   | Fecha 1   | Fecha 1        | Fecha 1          | Fecha 1            | Fecha 1 | Fecha 1      | Fecha 1 | Fecha 1    | Fecha 1   |
| Local                                                                                     | Resultado | Visitante      | Estadio          | Fecha              | Hora    | Espectadores | Canal   | Amonestado | Expulsado |
| ----------------------------------------------------------------------------------------- | --------- | -------------- | ---------------- | ------------------ | ------- | ------------ | ------- | ---------- | --------- |
| Malacateco                                                                                | 1 - 2     | Santa Lucía    | Santa Lucía      | vier., 30 de julio | 11:00   | 0            |         | 3          | -         |
| Iztapa                                                                                    | 1 - 0     | Antigua GFC    | El Morón         | sáb., 31 de julio  | 13:00   | 0            |         | 4          | -         |
| Municipal                                                                                 | 1 - 0     | Guastatoya     | El Trébol        | sáb., 31 de julio  | 15:00   | 0            |         | 4          | -         |
| Xelajú MC                                                                                 | 3 - 0     | Cobán Imperial | Mario Camposeco  | sáb., 31 de julio  | 20:00   | 0            |         | 10         | 1         |
| Sololá                                                                                    | 0 - 4     | Comunicaciones | Xambá            | dom., 1 de agosto  | 10:00   | 0            | 9       | -          |           |
| Nueva Concepción                                                                          | 0 - 0     | Achuapa        | José Luis Ibarra | dom., 1 de agosto  | 12:00   | 0            |         | 9          | -         |
| Total de goles: 12 (2 g/p) Total de Asistencia: - Total de Tarjetas Amarillas/Rojas: 39/1 |           |                |                  |                    |         |              |         |            |           |

| Fecha 2                                                                                  | Fecha 2   | Fecha 2          | Fecha 2         | Fecha 2           | Fecha 2 | Fecha 2      | Fecha 2 | Fecha 2    | Fecha 2   |
| Local                                                                                    | Resultado | Visitante        | Estadio         | Fecha             | Hora    | Espectadores | Canal   | Amonestado | Expulsado |
| ---------------------------------------------------------------------------------------- | --------- | ---------------- | --------------- | ----------------- | ------- | ------------ | ------- | ---------- | --------- |
| Cobán Imperial                                                                           | 0 - 0     | Sololá           | Verapaz         | sáb., 7 de agosto | 10:00   | 0            |         | 4          |           |
| Santa Lucía                                                                              | 1 - 1     | Municipal        | Municipal SLC   | sáb., 7 de agosto | 10:00   | 0            |         | 8          | 2         |
| Achuapa                                                                                  | 0 - 0     | Malacateco       | Manuel Ariza    | sáb., 7 de agosto | 13:00   | 0            | 9       | 3          |           |
| Antigua GFC                                                                              | 4 - 0     | Xelajú MC        | Pensativo       | sáb., 7 de agosto | 18:00   | 0            |         | 3          |           |
| Guastatoya                                                                               | 1 - 0     | Iztapa           | David C. Hichos | dom., 8 de agosto | 15:00   | 0            |         | 6          |           |
| Comunicaciones                                                                           | 2 - 0     | Nueva Concepción | Nacional        | dom., 8 de agosto | 18:00   | 0            |         | 1          |           |
| Total de goles: 9 (1.5 g/p) Total de Asistencia: Total de Tarjetas Amarillas/Rojas: 31/5 |           |                  |                 |                   |         |              |         |            |           |

| Fecha 3                                                                                   | Fecha 3   | Fecha 3        | Fecha 3          | Fecha 3               | Fecha 3 | Fecha 3      | Fecha 3 | Fecha 3    | Fecha 3   |
| Local                                                                                     | Resultado | Visitante      | Estadio          | Fecha                 | Hora    | Espectadores | Canal   | Amonestado | Expulsado |
| ----------------------------------------------------------------------------------------- | --------- | -------------- | ---------------- | --------------------- | ------- | ------------ | ------- | ---------- | --------- |
| Achuapa                                                                                   | 1 - 3     | Comunicaciones | Manuel Ariza     | miérc., 11 de agosto  | 11:00   | 0            |         | 3          | -         |
| Sololá                                                                                    | 1 - 2     | Antigua GFC    | Xambá            | miérc., 11 de agosto  | 11:00   | 0            |         | 8          | -         |
| Municipal                                                                                 | 4 - 0     | Malacateco     | El Trébol        | miérc., 11 de agosto  | 12:30   | 0            |         | 7          | 1         |
| Iztapa                                                                                    | 0 - 1     | Santa Lucía    | El Morón         | miérc., 11 de agosto  | 15:00   | 0            |         | 6          | -         |
| Xelajú MC                                                                                 | 1 - 0     | Guastatoya     | Mario Camposeco  | miérc., 11 de agosto  | 20:00   | 0            | 7       | -          |           |
| Nueva Concepción                                                                          | 2 - 1     | Cobán Imperial | José Luis Ibarra | miérc., 18 de agosto* | 15:00   | 0            |         | 6          |           |
| Total de goles: 16 (2.6 g/p) Total de Asistencia: Total de Tarjetas Amarillas/Rojas: 37/1 |           |                |                  |                       |         |              |         |            |           |

| Fecha 4                                                                                   | Fecha 4   | Fecha 4          | Fecha 4         | Fecha 4            | Fecha 4 | Fecha 4      | Fecha 4 | Fecha 4    | Fecha 4   |
| Local                                                                                     | Resultado | Visitante        | Estadio         | Fecha              | Hora    | Espectadores | Canal   | Amonestado | Expulsado |
| ----------------------------------------------------------------------------------------- | --------- | ---------------- | --------------- | ------------------ | ------- | ------------ | ------- | ---------- | --------- |
| Cobán Imperial                                                                            | 2 - 0     | Achuapa          | Verapaz         | sáb., 14 de agosto | 10:00   | 0            |         | 3          | 1         |
| Santa Lucía                                                                               | 1 - 1     | Xelajú MC        | Municipal SLC   | sáb., 14 de agosto | 10:00   | 0            |         | 5          |           |
| Municipal                                                                                 | 2 - 2     | Iztapa           | El Trébol       | sáb., 14 de agosto | 15:00   | 0            |         |            |           |
| Antigua GFC                                                                               | 4 - 0     | Nueva Concepción | Pensativo       | sáb., 14 de agosto | 18:00   | 0            |         | 4          |           |
| Malacateco                                                                                | 2 - 3     | Comunicaciones   | Santa Lucía     | dom., 15 de agosto | 10:00   | 0            |         | 8          | 1         |
| Guastatoya                                                                                | 0 - 0     | Sololá           | David C. Hichos | dom., 15 de agosto | 15:00   | 0            | 8       | 2          |           |
| Total de goles: 17 (2.8 g/p) Total de Asistencia: Total de Tarjetas Amarillas/Rojas: 28/4 |           |                  |                 |                    |         |              |         |            |           |

| Fecha 5                                                                                   | Fecha 5   | Fecha 5        | Fecha 5          | Fecha 5            | Fecha 5 | Fecha 5      | Fecha 5 | Fecha 5    | Fecha 5   |
| Local                                                                                     | Resultado | Visitante      | Estadio          | Fecha              | Hora    | Espectadores | Canal   | Amonestado | Expulsado |
| ----------------------------------------------------------------------------------------- | --------- | -------------- | ---------------- | ------------------ | ------- | ------------ | ------- | ---------- | --------- |
| Achuapa                                                                                   | 0 - 1     | Antigua GFC    | Manuel Ariza     | sáb., 21 de agosto | 11:00   | 0            |         | 4          |           |
| Iztapa                                                                                    | 4 - 2     | Malacateco     | El Morón         | sáb., 21 de agosto | 12:00   | 0            |         | 4          |           |
| Xelajú MC                                                                                 | 0 - 0     | Municipal      | Mario Camposeco  | sáb., 21 de agosto | 20:00   | 0            | 4       | 1          |           |
| Sololá                                                                                    | 1 - 1     | Santa Lucía    | Xambá            | dom., 22 de agosto | 09:00   | 0            | 7       |            |           |
| Comunicaciones                                                                            | 2 - 2     | Cobán Imperial | Nacional         | dom., 22 de agosto | 11:00   | 0            |         | 6          |           |
| Nueva Concepción                                                                          | 1 - 0     | Guastatoya     | José Luis Ibarra | dom., 22 de agosto | 13:00   | 0            |         | 2          |           |
| Total de goles: 14 (2.3 g/p) Total de Asistencia: Total de Tarjetas Amarillas/Rojas: 27/1 |           |                |                  |                    |         |              |         |            |           |

| Fecha 6                                                                                   | Fecha 6   | Fecha 6          | Fecha 6         | Fecha 6              | Fecha 6 | Fecha 6      | Fecha 6 | Fecha 6    | Fecha 6   |
| Local                                                                                     | Resultado | Visitante        | Estadio         | Fecha                | Hora    | Espectadores | Canal   | Amonestado | Expulsado |
| ----------------------------------------------------------------------------------------- | --------- | ---------------- | --------------- | -------------------- | ------- | ------------ | ------- | ---------- | --------- |
| Malacateco                                                                                | 1 - 0     | Cobán Imperial   | Santa Lucía     | miérc., 25 de agosto | 11:00   | 0            |         | 3          |           |
| Iztapa                                                                                    | 0 - 1     | Xelajú MC        | El Morón        | miérc., 25 de agosto | 12:00   | 0            |         | 10         | 1         |
| Municipal                                                                                 | 2 - 3     | Sololá           | El Trébol       | miérc., 25 de agosto | 12:30   | 0            |         | 7          | 1         |
| Santa Lucía                                                                               | 2 - 1     | Nueva Concepción | Municipal SLC   | miérc., 25 de agosto | 13:00   | 0            |         | 2          | 1         |
| Guastatoya                                                                                | 2 - 2     | Achuapa          | David C. Hichos | miérc., 25 de agosto | 15:00   | 0            | 5       |            |           |
| Antigua GFC                                                                               | 1 - 0     | Comunicaciones   | Pensativo       | miérc., 25 de agosto | 18:00   | 0            |         | 5          |           |
| Total de goles: 15 (2.5 g/p) Total de Asistencia: Total de Tarjetas Amarillas/Rojas: 32/3 |           |                  |                 |                      |         |              |         |            |           |

| Fecha 7                                                                               | Fecha 7   | Fecha 7     | Fecha 7          | Fecha 7            | Fecha 7 | Fecha 7      | Fecha 7 | Fecha 7    | Fecha 7   |
| Local                                                                                 | Resultado | Visitante   | Estadio          | Fecha              | Hora    | Espectadores | Canal   | Amonestado | Expulsado |
| ------------------------------------------------------------------------------------- | --------- | ----------- | ---------------- | ------------------ | ------- | ------------ | ------- | ---------- | --------- |
| Xelajú MC                                                                             | 1 - 0     | Malacateco  | Mario Camposeco  | sáb., 28 de agosto | 20:00   | 0            |         | 6          |           |
| Achuapa                                                                               | 0 - 2     | Santa Lucía | Manuel Ariza     | dom., 29 de agosto | 10:00   | 0            |         | 2          |           |
| Comunicaciones                                                                        | 3 - 1     | Guastatoya  | Nacional         | dom., 29 de agosto | 11:00   | 0            |         | 1          |           |
| Nueva Concepción                                                                      | 0 - 2     | Municipal   | José Luis Ibarra | dom., 29 de agosto | 12:00   | 0            |         | 3          | 3         |
| Sololá                                                                                | 1 - 0     | Iztapa      | Xambá            | dom., 29 de agosto | 13:00   | 0            |         | 4          |           |
| Cobán Imperial                                                                        | 0 - 2     | Antigua GFC | Verapaz          | dom., 29 de agosto | 15:30   | 0            | 4       |            |           |
| Total de goles: 12 (g/p) Total de Asistencia: Total de Tarjetas Amarillas/Rojas: 20/3 |           |             |                  |                    |         |              |         |            |           |

| Fecha 8                                                                 | Fecha 8   | Fecha 8          | Fecha 8         | Fecha 8                 | Fecha 8 | Fecha 8      | Fecha 8 | Fecha 8    | Fecha 8   |
| Local                                                                   | Resultado | Visitante        | Estadio         | Fecha                   | Hora    | Espectadores | Canal   | Amonestado | Expulsado |
| ----------------------------------------------------------------------- | --------- | ---------------- | --------------- | ----------------------- | ------- | ------------ | ------- | ---------- | --------- |
| Iztapa                                                                  | 2 - 0     | Nueva Concepción | El Morón        | sáb., 4 de septiembre   | 13:00   | 0            |         | 3          | -         |
| Xelajú MC                                                               | 2 - 0     | Sololá           | Mario Camposeco | sáb., 4 de septiembre   | 16:00   | 0            | 1       | -          |           |
| Malacateco                                                              | 1 - 1     | Antigua GFC      | Santa Lucía     | dom., 5 de septiembre   | 10:00   | 0            |         | 8          | 1         |
| Santa Lucía                                                             | 2 - 0     | Comunicaciones   | Municipal SLC   | mier., 15 de septiembre | 12:00   | 0            | 3       | -          |           |
| Municipal                                                               | 1 - 0     | Achuapa          | El Trébol       | mier., 29 de septiembre | 12:30   | 0            |         | -          | -         |
| Guastatoya                                                              | 0 - 1     | Cobán Imperial   | David C. Hichos | mier., 13 de octubre    | 15:00   | 0            |         | 4          | -         |
| Total de goles: Total de Asistencia: Total de Tarjetas Amarillas/Rojas: |           |                  |                 |                         |         |              |         |            |           |

| Fecha 9                                                                           | Fecha 9   | Fecha 9     | Fecha 9          | Fecha 9                | Fecha 9 | Fecha 9      | Fecha 9 | Fecha 9    | Fecha 9   |
| Local                                                                             | Resultado | Visitante   | Estadio          | Fecha                  | Hora    | Espectadores | Canal   | Amonestado | Expulsado |
| --------------------------------------------------------------------------------- | --------- | ----------- | ---------------- | ---------------------- | ------- | ------------ | ------- | ---------- | --------- |
| Cobán Imperial                                                                    | 0 - 1     | Santa Lucía | Verapaz          | sáb., 11 de septiembre | 10:00   | 0            |         | 7          |           |
| Comunicaciones                                                                    | 2 - 1     | Municipal   | Nacional         | sáb., 11 de septiembre | 12:00   | 0            |         | 1          |           |
| Sololá                                                                            | 0 - 2     | Malacateco  | Xambá            | dom., 12 de septiembre | 11:00   | 0            |         | 4          | 1         |
| Achuapa                                                                           | 2 - 0     | Iztapa      | Manuel Ariza     | dom., 12 de septiembre | 12:00   | 0            |         | 6          |           |
| Nueva Concepción                                                                  | 2 - 0     | Xelajú MC   | José Luis Ibarra | dom., 12 de septiembre | 13:00   | 0            | 5       | 1          |           |
| Antigua GFC                                                                       | 2 - 1     | Guastatoya  | Pensativo        | dom., 12 de septiembre | 18:00   | 0            |         | 4          |           |
| Total de goles: 13 Total de Asistencia: 0 Total de Tarjetas Amarillas/Rojas: 27/1 |           |             |                  |                        |         |              |         |            |           |

| Fecha 10                                                                          | Fecha 10  | Fecha 10         | Fecha 10        | Fecha 10                | Fecha 10 | Fecha 10     | Fecha 10 | Fecha 10   | Fecha 10  |
| Local                                                                             | Resultado | Visitante        | Estadio         | Fecha                   | Hora     | Espectadores | Canal    | Amonestado | Expulsado |
| --------------------------------------------------------------------------------- | --------- | ---------------- | --------------- | ----------------------- | -------- | ------------ | -------- | ---------- | --------- |
| Xelajú MC                                                                         | 1 - 1     | Achuapa          | Mario Camposeco | mier., 15 de septiembre | 15:00    | 0            |          | 4          |           |
| Malacateco                                                                        | 2 - 1     | Guastatoya       | Santa Lucía     | vie., 17 de septiembre  | 11:00    | 0            |          | 4          |           |
| Santa Lucía                                                                       | 1 - 0     | Antigua GFC      | Municipal SLC   | sáb., 18 de septiembre  | 10:00    | 0            | 4        |            |           |
| Iztapa                                                                            | 1 - 0     | Comunicaciones   | El Morón        | sáb., 18 de septiembre  | 13:00    | 0            |          | 6          |           |
| Municipal                                                                         | 2 - 1     | Cobán Imperial   | El Trébol       | sáb., 18 de septiembre  | 15:00    | 0            |          | 5          |           |
| Sololá                                                                            | 3 - 0     | Nueva Concepción | Xambá           | dom., 19 de septiembre  | 09:00    | 0            |          | 4          | 1         |
| Total de goles: 13 Total de Asistencia: 0 Total de Tarjetas Amarillas/Rojas: 27/1 |           |                  |                 |                         |          |              |          |            |           |

| Fecha 11                                                                          | Fecha 11  | Fecha 11    | Fecha 11         | Fecha 11               | Fecha 11 | Fecha 11     | Fecha 11 | Fecha 11   | Fecha 11  |
| Local                                                                             | Resultado | Visitante   | Estadio          | Fecha                  | Hora     | Espectadores | Canal    | Amonestado | Expulsado |
| --------------------------------------------------------------------------------- | --------- | ----------- | ---------------- | ---------------------- | -------- | ------------ | -------- | ---------- | --------- |
| Achuapa                                                                           | 0 - 2     | Sololá      | Manuel Ariza     | sáb., 25 de septiembre | 10:00    | 0            |          | 4          | -         |
| Cobán Imperial                                                                    | 2 - 1     | Iztapa      | Verapaz          | sáb., 25 de septiembre | 10:00    | 0            |          | 6          | -         |
| Nueva Concepción                                                                  | 0 - 0     | Malacateco  | José Luis Ibarra | dom., 26 de septiembre | 12:00    | 0            |          | 6          | -         |
| Comunicaciones                                                                    | 2 - 1     | Xelajú MC   | Nacional         | mier., 6 de octubre    | 11:00    | 0            |          | 6          | -         |
| Guastatoya                                                                        | 2 - 2     | Santa Lucía | David C. Hichos  | mier., 10 de noviembre | 15:00    | 0            |          | 5          | -         |
| Antigua GFC                                                                       | 1 - 1     | Municipal   | Pensativo        | mier., 13 de octubre   | 19:00    | 0            |          | 4          | 1         |
| Total de goles: 14 Total de Asistencia: - Total de Tarjetas Amarillas/Rojas: 31/1 |           |             |                  |                        |          |              |          |            |           |

| Fecha 12                                                                          | Fecha 12  | Fecha 12         | Fecha 12        | Fecha 12           | Fecha 12 | Fecha 12     | Fecha 12 | Fecha 12   | Fecha 12  |
| Local                                                                             | Resultado | Visitante        | Estadio         | Fecha              | Hora     | Espectadores | Canal    | Amonestado | Expulsado |
| --------------------------------------------------------------------------------- | --------- | ---------------- | --------------- | ------------------ | -------- | ------------ | -------- | ---------- | --------- |
| Cobán Imperial                                                                    | 1 - 1     | Xelajú MC        | Verapaz         | sáb., 2 de octubre | 10:30    | 0            |          | 10         | 1         |
| Antigua GFC                                                                       | 4 - 2     | Iztapa           | Pensativo       | sáb., 2 de octubre | 18:00    | 0            | 3        | -          |           |
| Comunicaciones                                                                    | 1 - 1     | Sololá           | Nacional        | dom., 3 de octubre | 11:00    | 0            |          | 3          | 1         |
| Achuapa                                                                           | 1 - 0     | Nueva Concepción | Manuel Ariza    | dom., 3 de octubre | 1:00     | 0            |          | 4          | -         |
| Guastatoya                                                                        | 1 - 0     | Municipal        | David C. Hichos | dom., 3 de octubre | 15:00    | 0            | 8        | -          |           |
| Santa Lucía                                                                       | 0 - 3     | Malacateco       | Municipal SLC   | lun., 4 de octubre | 11:00    | 0            | 3        | -          |           |
| Total de goles: 15 Total de Asistencia: 0 Total de Tarjetas Amarillas/Rojas: 31/2 |           |                  |                 |                    |          |              |          |            |           |

| Fecha 13                                                                            | Fecha 13  | Fecha 13       | Fecha 13         | Fecha 13            | Fecha 13 | Fecha 13     | Fecha 13 | Fecha 13   | Fecha 13  |
| Local                                                                               | Resultado | Visitante      | Estadio          | Fecha               | Hora     | Espectadores | Canal    | Amonestado | Expulsado |
| ----------------------------------------------------------------------------------- | --------- | -------------- | ---------------- | ------------------- | -------- | ------------ | -------- | ---------- | --------- |
| Iztapa                                                                              | 1 - 0     | Guastatoya     | El Morón         | sáb., 9 de octubre  | 12:00    | 142          |          | 6          | -         |
| Municipal                                                                           | 1 - 1     | Santa Lucía    | El Trébol        | sáb., 9 de octubre  | 15:00    | -            |          | 5          | 1         |
| Xelajú MC                                                                           | 0 - 1     | Antigua GFC    | Mario Camposeco  | sáb., 9 de octubre  | 20:00    | -            |          | 5          | 1         |
| Sololá                                                                              | 1 - 2     | Cobán Imperial | Xambá            | dom., 10 de octubre | 09:00    | -            |          | 5          | 1         |
| Malacateco                                                                          | 1 - 0     | Achuapa        | Santa Lucía      | dom., 10 de octubre | 10:00    | -            |          | 3          | -         |
| Nueva Concepción                                                                    | 1 - 2     | Comunicaciones | José Luis Ibarra | dom., 10 de octubre | 12:00    | -            |          | 2          | -         |
| Total de goles: 11 Total de Asistencia: 142 Total de Tarjetas Amarillas/Rojas: 26/3 |           |                |                  |                     |          |              |          |            |           |

| Fecha 14                                                                          | Fecha 14  | Fecha 14         | Fecha 14        | Fecha 14            | Fecha 14 | Fecha 14     | Fecha 14 | Fecha 14   | Fecha 14  |
| Local                                                                             | Resultado | Visitante        | Estadio         | Fecha               | Hora     | Espectadores | Canal    | Amonestado | Expulsado |
| --------------------------------------------------------------------------------- | --------- | ---------------- | --------------- | ------------------- | -------- | ------------ | -------- | ---------- | --------- |
| Santa Lucía                                                                       | 3 - 3     | Iztapa           | Municipal SLC   | sáb., 16 de octubre | 10:00    | 0            |          | 1          | -         |
| Antigua GFC                                                                       | 4 - 0     | Sololá           | Pensativo       | sáb., 16 de octubre | 18:00    | 0            |          | 3          | -         |
| Cobán Imperial                                                                    | 2 - 0     | Nueva Concepción | Verapaz         | dom., 17 de octubre | 10:00    | 0            | 4        | -          |           |
| Malacateco                                                                        | 1 - 0     | Municipal        | Santa Lucía     | dom., 17 de octubre | 11:00    | 0            |          | 1          | -         |
| Comunicaciones                                                                    | 0 - 0     | Achuapa          | Nacional        | dom., 17 de octubre | 12:00    | 0            |          | 4          | -         |
| Guastatoya                                                                        | 3 - 0     | Xelajú MC        | David C. Hichos | dom., 17 de octubre | 15:00    | 0            |          | 7          | -         |
| Total de goles: 16 Total de Asistencia: - Total de Tarjetas Amarillas/Rojas: 20/0 |           |                  |                 |                     |          |              |          |            |           |

| Fecha 15                                                                         | Fecha 15  | Fecha 15       | Fecha 15         | Fecha 15            | Fecha 15 | Fecha 15     | Fecha 15 | Fecha 15   | Fecha 15  |
| Local                                                                            | Resultado | Visitante      | Estadio          | Fecha               | Hora     | Espectadores | Canal    | Amonestado | Expulsado |
| -------------------------------------------------------------------------------- | --------- | -------------- | ---------------- | ------------------- | -------- | ------------ | -------- | ---------- | --------- |
| Achuapa                                                                          | 1 - 0     | Cobán Imperial | Manuel Ariza     | sáb., 23 de octubre | 11:00    | -            |          | 5          | -         |
| Iztapa                                                                           | 1 - 0     | Municipal      | El Morón         | sáb., 23 de octubre | 13:00    | -            |          | 5          | -         |
| Sololá                                                                           | 0 - 0     | Guastatoya     | Xambá            | sáb., 23 de octubre | 13:00    | -            | 6        | 1          |           |
| Xelajú MC                                                                        | 0 - 0     | Santa Lucía    | Mario Camposeco  | sáb., 23 de octubre | 20:00    | -            | 4        | -          |           |
| Comunicaciones                                                                   | 2 - 1     | Malacateco     | Nacional         | dom., 24 de octubre | 11:00    | -            |          | 4          | -         |
| Nueva Concepción                                                                 | 1 - 0     | Antigua GFC    | José Luis Ibarra | dom., 24 de octubre | 12:00    | -            |          | 3          | -         |
| Total de goles: 6 Total de Asistencia: - Total de Tarjetas Amarillas/Rojas: 27/1 |           |                |                  |                     |          |              |          |            |           |

| Fecha 16                                                                          | Fecha 16  | Fecha 16         | Fecha 16        | Fecha 16              | Fecha 16 | Fecha 16     | Fecha 16 | Fecha 16   | Fecha 16  |
| Local                                                                             | Resultado | Visitante        | Estadio         | Fecha                 | Hora     | Espectadores | Canal    | Amonestado | Expulsado |
| --------------------------------------------------------------------------------- | --------- | ---------------- | --------------- | --------------------- | -------- | ------------ | -------- | ---------- | --------- |
| Santa Lucía                                                                       | 3 - 1     | Sololá           | Municipal SLC   | miérc., 27 de octubre | 09:00    | -            |          | 3          | -         |
| Cobán Imperial                                                                    | 1 - 2     | Comunicaciones   | Verapaz         | miérc., 27 de octubre | 10:00    | -            |          | 4          | -         |
| Malacateco                                                                        | 7 - 1     | Iztapa           | Santa Lucía     | miérc., 27 de octubre | 11:00    | -            |          | 1          | 1         |
| Municipal                                                                         | 3 - 0     | Xelajú MC        | El Trébol       | miérc., 27 de octubre | 12:30    | -            |          | 4          | -         |
| Guastatoya                                                                        | 2 - 1     | Nueva Concepción | David C. Hichos | miérc., 27 de octubre | 15:00    | -            |          | 5          | -         |
| Antigua GFC                                                                       | 2 - 1     | Achuapa          | Pensativo       | miérc., 27 de octubre | 18:00    | -            |          | 2          | -         |
| Total de goles: 24 Total de Asistencia: - Total de Tarjetas Amarillas/Rojas: 19/1 |           |                  |                 |                       |          |              |          |            |           |

| Fecha 17                                                                          | Fecha 17  | Fecha 17    | Fecha 17         | Fecha 17            | Fecha 17 | Fecha 17     | Fecha 17 | Fecha 17   | Fecha 17  |
| Local                                                                             | Resultado | Visitante   | Estadio          | Fecha               | Hora     | Espectadores | Canal    | Amonestado | Expulsado |
| --------------------------------------------------------------------------------- | --------- | ----------- | ---------------- | ------------------- | -------- | ------------ | -------- | ---------- | --------- |
| Xelajú MC                                                                         | 2 - 1     | Iztapa      | Mario Camposeco  | sáb., 30 de octubre | 20:00    |              |          | 7          | -         |
| Cobán Imperial                                                                    | 1 - 1     | Malacateco  | Verapaz          | dom., 31 de octubre | 09:00    | 4            | -        |            |           |
| Nueva Concepción                                                                  | 1 - 1     | Santa Lucía | José Luis Ibarra | dom., 31 de octubre | 10:00    |              | 5        | -          |           |
| Comunicaciones                                                                    | 0 - 1     | Antigua GFC | Nacional         | dom., 31 de octubre | 11:00    |              | 2        | 1          |           |
| Achuapa                                                                           | 1 - 1     | Guastatoya  | Manuel Ariza     | dom., 31 de octubre | 12:00    |              | 3        | -          |           |
| Sololá                                                                            | 1 - 4     | Municipal   | Xambá            | dom., 31 de octubre | 14:00    |              | 2        | -          |           |
| Total de goles: 15 Total de Asistencia: - Total de Tarjetas Amarillas/Rojas: 23/1 |           |             |                  |                     |          |              |          |            |           |

| Fecha 18                                                                          | Fecha 18  | Fecha 18         | Fecha 18        | Fecha 18             | Fecha 18 | Fecha 18     | Fecha 18 | Fecha 18   | Fecha 18  |
| Local                                                                             | Resultado | Visitante        | Estadio         | Fecha                | Hora     | Espectadores | Canal    | Amonestado | Expulsado |
| --------------------------------------------------------------------------------- | --------- | ---------------- | --------------- | -------------------- | -------- | ------------ | -------- | ---------- | --------- |
| Santa Lucía                                                                       | 0 - 0     | Achuapa          | Municipal SLC   | sáb., 6 de noviembre | 10:00    | 0            |          | 3          | 1         |
| Iztapa                                                                            | 1 - 1     | Sololá           | El Morón        | sáb., 6 de noviembre | 12:00    | 0            |          | 3          | -         |
| Municipal                                                                         | 2 - 0     | Nueva Concepción | El Trébol       | sáb., 6 de noviembre | 15:00    | 0            |          | 2          | 2         |
| Antigua GFC                                                                       | 2 - 1     | Cobán Imperial   | Pensativo       | sáb., 6 de noviembre | 18:00    | 0            |          | 6          | -         |
| Malacateco                                                                        | 2 - 0     | Xelajú MC        | Santa Lucía     | dom., 7 de noviembre | 11:00    | 0            |          | 4          | -         |
| Guastatoya                                                                        | 1 - 1     | Comunicaciones   | David C. Hichos | dom., 7 de noviembre | 15:00    | 0            | 5        | -          |           |
| Total de goles: 11 Total de Asistencia: - Total de Tarjetas Amarillas/Rojas: 23/3 |           |                  |                 |                      |          |              |          |            |           |

| Fecha 19                                                                              | Fecha 19  | Fecha 19    | Fecha 19         | Fecha 19              | Fecha 19 | Fecha 19     | Fecha 19 | Fecha 19   | Fecha 19  |
| Local                                                                                 | Resultado | Visitante   | Estadio          | Fecha                 | Hora     | Espectadores | Canal    | Amonestado | Expulsado |
| ------------------------------------------------------------------------------------- | --------- | ----------- | ---------------- | --------------------- | -------- | ------------ | -------- | ---------- | --------- |
| Cobán Imperial                                                                        | 0 - 1     | Guastatoya  | Verapaz          | sáb., 13 de noviembre | 10:00    | 66           |          | 5          | -         |
| Antigua GFC                                                                           | 1 - 1     | Malacateco  | Pensativo        | sáb., 13 de noviembre | 18:00    | 733          | 4        | -          |           |
| Sololá                                                                                | 1 - 1     | Xelajú MC   | Xambá            | dom., 14 de noviembre | 09:00    | 433          | 3        | 1          |           |
| Achuapa                                                                               | 0 - 1     | Municipal   | Manuel Ariza     | dom., 14 de noviembre | 10:00    | 200          |          | 4          | -         |
| Comunicaciones                                                                        | 6 - 1     | Santa Lucía | Nacional         | dom., 14 de noviembre | 11:00    | 0            |          | 6          | -         |
| Nueva Concepción                                                                      | 1 - 1     | Iztapa      | José Luis Ibarra | dom., 14 de noviembre | 12:00    | 71           |          | 2          | -         |
| Total de goles: 15 Total de Asistencia: 1 503 Total de Tarjetas Amarillas/Rojas: 24/1 |           |             |                  |                       |          |              |          |            |           |

| Fecha 20                                                                              | Fecha 20  | Fecha 20         | Fecha 20        | Fecha 20              | Fecha 20 | Fecha 20     | Fecha 20 | Fecha 20   | Fecha 20  |
| Local                                                                                 | Resultado | Visitante        | Estadio         | Fecha                 | Hora     | Espectadores | Canal    | Amonestado | Expulsado |
| ------------------------------------------------------------------------------------- | --------- | ---------------- | --------------- | --------------------- | -------- | ------------ | -------- | ---------- | --------- |
| Santa Lucía                                                                           | 2 - 2     | Cobán Imperial   | Municipal SLC   | sáb., 20 de noviembre | 10:00    | 309          |          | 9          | -         |
| Iztapa                                                                                | 3 - 2     | Achuapa          | El Morón        | sáb., 20 de noviembre | 12:00    | 98           |          | 4          | -         |
| Municipal                                                                             | 0 - 0     | Comunicaciones   | El Trébol       | sáb., 20 de noviembre | 15:00    | 738          |          | 7          | -         |
| Xelajú MC                                                                             | 2 - 0     | Nueva Concepción | Mario Camposeco | sáb., 20 de noviembre | 20:00    | 390          |          | 3          | -         |
| Malacateco                                                                            | 2 - 0     | Sololá           | Santa Lucía     | dom., 21 de noviembre | 11:00    | 82           |          | 2          | -         |
| Guastatoya                                                                            | 0 - 3     | Antigua GFC      | David C. Hichos | dom., 21 de noviembre | 15:00    | 193          | 5        | -          |           |
| Total de goles: 16 Total de Asistencia: 1 810 Total de Tarjetas Amarillas/Rojas: 30/0 |           |                  |                 |                       |          |              |          |            |           |

| Fecha 21                                                                             | Fecha 21  | Fecha 21    | Fecha 21         | Fecha 21              | Fecha 21 | Fecha 21     | Fecha 21 | Fecha 21   | Fecha 21  |
| Local                                                                                | Resultado | Visitante   | Estadio          | Fecha                 | Hora     | Espectadores | Canal    | Amonestado | Expulsado |
| ------------------------------------------------------------------------------------ | --------- | ----------- | ---------------- | --------------------- | -------- | ------------ | -------- | ---------- | --------- |
| Guastatoya                                                                           | 1 - 1     | Malacateco  | David C. Hichos  | vie., 26 de noviembre | 15:00    | 112          |          | 8          | -         |
| Comunicaciones                                                                       | 1 - 0     | Iztapa      | Nacional         | vie., 26 de noviembre | 18:00    | 0            |          | 2          | -         |
| Antigua GFC                                                                          | 0 - 0     | Santa Lucía | Pensativo        | sáb., 27 de noviembre | 18:00    | 1 443        |          | 6          | -         |
| Cobán Imperial                                                                       | 0 - 1     | Municipal   | Verapaz          | dom., 28 de noviembre | 10:00    | 725          | 1        | -          |           |
| Nueva Concepción                                                                     | 0 - 2     | Sololá      | José Luis Ibarra | dom., 28 de noviembre | 10:00    | 27           |          | 5          | 1         |
| Achuapa                                                                              | 0 - 1     | Xelajú MC   | Manuel Ariza     | dom., 28 de noviembre | 12:00    | 65           | 6        | 2          |           |
| Total de goles: 7 Total de Asistencia: 2 372 Total de Tarjetas Amarillas/Rojas: 28/3 |           |             |                  |                       |          |              |          |            |           |

| Fecha 22                                                                              | Fecha 22  | Fecha 22         | Fecha 22        | Fecha 22             | Fecha 22 | Fecha 22     | Fecha 22 | Fecha 22   | Fecha 22  |
| Local                                                                                 | Resultado | Visitante        | Estadio         | Fecha                | Hora     | Espectadores | Canal    | Amonestado | Expulsado |
| ------------------------------------------------------------------------------------- | --------- | ---------------- | --------------- | -------------------- | -------- | ------------ | -------- | ---------- | --------- |
| Xelajú MC                                                                             | 0 - 1     | Comunicaciones   | Mario Camposeco | vie., 3 de diciembre | 20:00    | 381          |          | 1          | -         |
| Sololá                                                                                | 2 - 1     | Achuapa          | Xambá           | dom., 5 de diciembre | 11:00    | 286          |          | 3          | 1         |
| Malacateco                                                                            | 5 - 1     | Nueva Concepción | Santa Lucía     | dom., 5 de diciembre | 11:00    | 72           |          | 2          | -         |
| Iztapa                                                                                | 5 - 3     | Cobán Imperial   | El Morón        | dom., 5 de diciembre | 11:00    | 181          |          | 3          | 1         |
| Santa Lucía                                                                           | 1 - 1     | Guastatoya       | Municipal SLC   | dom., 5 de diciembre | 11:00    | 614          |          | 3          | -         |
| Municipal                                                                             | 1 - 0     | Antigua GFC      | El Trébol       | dom., 5 de diciembre | 11:00    | 352          |          | 1          | -         |
| Total de goles: 21 Total de Asistencia: 1 886 Total de Tarjetas Amarillas/Rojas: 13/2 |           |                  |                 |                      |          |              |          |            |           |

## Fase final

### Cuadro de desarrollo
|  | Cuartos de final                                                         | Cuartos de final                                                         | Cuartos de final                                                         | Cuartos de final                                                         | Cuartos de final                                                         |   |   | Semifinales                                                             | Semifinales                                                             | Semifinales                                                             | Semifinales                                                             | Semifinales                                                             |  |   | Final                                                    | Final                                                    | Final                                                    | Final                                                    | Final                                                    |  |
|  | 11 y 12 de diciembre de 2021 (ida) 18 y 19 de diciembre de 2021 (vuelta) | 11 y 12 de diciembre de 2021 (ida) 18 y 19 de diciembre de 2021 (vuelta) | 11 y 12 de diciembre de 2021 (ida) 18 y 19 de diciembre de 2021 (vuelta) | 11 y 12 de diciembre de 2021 (ida) 18 y 19 de diciembre de 2021 (vuelta) | 11 y 12 de diciembre de 2021 (ida) 18 y 19 de diciembre de 2021 (vuelta) |   |   | 22 y 23 de diciembre de 2021 (ida) 25 y 26 de diciembre de 2021(vuelta) | 22 y 23 de diciembre de 2021 (ida) 25 y 26 de diciembre de 2021(vuelta) | 22 y 23 de diciembre de 2021 (ida) 25 y 26 de diciembre de 2021(vuelta) | 22 y 23 de diciembre de 2021 (ida) 25 y 26 de diciembre de 2021(vuelta) | 22 y 23 de diciembre de 2021 (ida) 25 y 26 de diciembre de 2021(vuelta) |  |   | 29 de diciembre de 2021(ida) 2 de enero de 2022 (vuelta) | 29 de diciembre de 2021(ida) 2 de enero de 2022 (vuelta) | 29 de diciembre de 2021(ida) 2 de enero de 2022 (vuelta) | 29 de diciembre de 2021(ida) 2 de enero de 2022 (vuelta) | 29 de diciembre de 2021(ida) 2 de enero de 2022 (vuelta) |  |
|  |                                                                          |                                                                          |                                                                          |                                                                          |                                                                          |   |   |                                                                         |                                                                         |                                                                         |                                                                         |                                                                         |  |   |                                                          |                                                          |                                                          |                                                          |                                                          |  |
|  |                                                                          |                                                                          |                                                                          |                                                                          |                                                                          |   |   |                                                                         |                                                                         |                                                                         |                                                                         |                                                                         |  |   |                                                          |                                                          |                                                          |                                                          |                                                          |  |
|  | 1                                                                        | Antigua GFC                                                              | 1                                                                        | 5                                                                        | 6                                                                        |   |   |                                                                         |                                                                         |                                                                         |                                                                         |                                                                         |  |   |                                                          |                                                          |                                                          |                                                          |                                                          |  |
|  | 1                                                                        | Antigua GFC                                                              | 1                                                                        | 5                                                                        | 6                                                                        |   |   |                                                                         |                                                                         |                                                                         |                                                                         |                                                                         |  |   |                                                          |                                                          |                                                          |                                                          |                                                          |  |
|  | 8                                                                        | Sololá                                                                   | 0                                                                        | 1                                                                        | 1                                                                        |   |   |                                                                         |                                                                         |                                                                         |                                                                         |                                                                         |  |   |                                                          |                                                          |                                                          |                                                          |                                                          |  |
|  | 8                                                                        | Sololá                                                                   | 0                                                                        | 1                                                                        | 1                                                                        |   | 1 | Antigua GFC                                                             | 0                                                                       | 1                                                                       | 1                                                                       |                                                                         |  |   |                                                          |                                                          |                                                          |                                                          |                                                          |  |
|  |                                                                          |                                                                          |                                                                          |                                                                          |                                                                          |   | 1 | Antigua GFC                                                             | 0                                                                       | 1                                                                       | 1                                                                       |                                                                         |  |   |                                                          |                                                          |                                                          |                                                          |                                                          |  |
|  |                                                                          |                                                                          | 4                                                                        | Malacateco                                                               | 2                                                                        | 1 | 3 |                                                                         |                                                                         |                                                                         |                                                                         |                                                                         |  |   |                                                          |                                                          |                                                          |                                                          |                                                          |  |
|  | 4                                                                        | Malacateco                                                               | 4                                                                        | Malacateco                                                               | 2                                                                        | 1 | 3 | 0                                                                       | 1                                                                       | 1                                                                       |                                                                         |                                                                         |  |   |                                                          |                                                          |                                                          |                                                          |                                                          |  |
|  | 4                                                                        | Malacateco                                                               |                                                                          |                                                                          |                                                                          |   |   |                                                                         |                                                                         | 1                                                                       |                                                                         |                                                                         |  |   |                                                          |                                                          |                                                          |                                                          |                                                          |  |
|  | 5                                                                        | Santa Lucía                                                              | 1                                                                        | 0                                                                        | 1                                                                        |   |   |                                                                         |                                                                         |                                                                         |                                                                         |                                                                         |  |   |                                                          |                                                          |                                                          |                                                          |                                                          |  |
|  | 5                                                                        | Santa Lucía                                                              | 1                                                                        | 0                                                                        | 1                                                                        |   |   |                                                                         |                                                                         |                                                                         |                                                                         |                                                                         |  | 4 | Malacateco                                               | 2                                                        | 0                                                        | 2                                                        |                                                          |  |
|  |                                                                          |                                                                          |                                                                          |                                                                          |                                                                          |   |   |                                                                         |                                                                         |                                                                         |                                                                         |                                                                         |  | 4 | Malacateco                                               | 2                                                        | 0                                                        | 2                                                        |                                                          |  |
|  |                                                                          |                                                                          | 2                                                                        | Comunicaciones                                                           | 0                                                                        | 0 | 0 |                                                                         |                                                                         |                                                                         |                                                                         |                                                                         |  |   |                                                          |                                                          |                                                          |                                                          |                                                          |  |
|  | 2                                                                        | Comunicaciones                                                           | 2                                                                        | Comunicaciones                                                           | 0                                                                        | 0 | 0 | 0                                                                       | 1                                                                       | 1                                                                       |                                                                         |                                                                         |  |   |                                                          |                                                          |                                                          |                                                          |                                                          |  |
|  | 2                                                                        | Comunicaciones                                                           |                                                                          |                                                                          |                                                                          |   |   |                                                                         |                                                                         | 1                                                                       |                                                                         |                                                                         |  |   |                                                          |                                                          |                                                          |                                                          |                                                          |  |
|  | 7                                                                        | Iztapa                                                                   | 0                                                                        | 0                                                                        | 0                                                                        |   |   |                                                                         |                                                                         |                                                                         |                                                                         |                                                                         |  |   |                                                          |                                                          |                                                          |                                                          |                                                          |  |
|  | 7                                                                        | Iztapa                                                                   | 0                                                                        | 0                                                                        | 0                                                                        |   | 2 | Comunicaciones                                                          | 0                                                                       | 0                                                                       | 0                                                                       |                                                                         |  |   |                                                          |                                                          |                                                          |                                                          |                                                          |  |
|  |                                                                          |                                                                          |                                                                          |                                                                          |                                                                          |   | 2 | Comunicaciones                                                          | 0                                                                       | 0                                                                       | 0                                                                       |                                                                         |  |   |                                                          |                                                          |                                                          |                                                          |                                                          |  |
|  |                                                                          |                                                                          | 3                                                                        | Municipal                                                                | 0                                                                        | 0 | 0 |                                                                         |                                                                         |                                                                         |                                                                         |                                                                         |  |   |                                                          |                                                          |                                                          |                                                          |                                                          |  |
|  | 3                                                                        | Municipal                                                                | 3                                                                        | Municipal                                                                | 0                                                                        | 0 | 0 | 1                                                                       | 0                                                                       | 1                                                                       |                                                                         |                                                                         |  |   |                                                          |                                                          |                                                          |                                                          |                                                          |  |
|  | 3                                                                        | Municipal                                                                |                                                                          |                                                                          |                                                                          |   |   |                                                                         |                                                                         | 1                                                                       |                                                                         |                                                                         |  |   |                                                          |                                                          |                                                          |                                                          |                                                          |  |
|  | 6                                                                        | Xelajú MC                                                                | 0                                                                        | 1                                                                        | 1                                                                        |   |   |                                                                         |                                                                         |                                                                         |                                                                         |                                                                         |  |   |                                                          |                                                          |                                                          |                                                          |                                                          |  |
|  | 6                                                                        | Xelajú MC                                                                | 0                                                                        | 1                                                                        | 1                                                                        |   |   |                                                                         |                                                                         |                                                                         |                                                                         |                                                                         |  |   |                                                          |                                                          |                                                          |                                                          |                                                          |  |
|  |                                                                          |                                                                          |                                                                          |                                                                          |                                                                          |   |   |                                                                         |                                                                         |                                                                         |                                                                         |                                                                         |  |   |                                                          |                                                          |                                                          |                                                          |                                                          |  |

### Cuartos de final

#### Antigua GFC - Sololá
| 11 de diciembre de 2021, 15:00 | Sololá | 0:1 (0:0) | Antigua GFC    | Estadio Xambá, Sololá                                |                                                      |
|                                |        | Reporte   | 56' José Ardón | Asistencia: 500 espectadores Árbitro(s): Kevin Cacao | Asistencia: 500 espectadores Árbitro(s): Kevin Cacao |

| 18 de diciembre de 2021, 18:00 | Antigua GFC                                                                               | 5:1 (1:0) | Sololá                                        | Estadio Pensativo, Antigua Guatemala                  |                                                       |
|                                | Carlos Anselmo Mejía 32' · Pedro Báez 62' · Romario Da Silva 69' · Deyner Padilla 75' 86' | Reporte   | 76' Julio José Miguel Jeferson García Escurra | Asistencia: 955 espectadores Árbitro(s): Walter López | Asistencia: 955 espectadores Árbitro(s): Walter López |

Antigua GFC clasifica a semifinales con un global de 6-1.

#### Comunicaciones - Iztapa
| 11 de diciembre de 2021, 12:00 | Iztapa | 0:0 (0:0) | Comunicaciones | El Morón, Iztapa                                      |                                                       |
|                                |        | Reporte   |                | Asistencia: 365 espectadores Árbitro(s): Brayan López | Asistencia: 365 espectadores Árbitro(s): Brayan López |

| 18 de diciembre de 2021, 20:15 | Comunicaciones    | 1:0 (1:0) | Iztapa | Estadio Doroteo Guamuch Flores, Ciudad de Guatemala   |                                                       |
|                                | Juan Anangonó 35' | Reporte   |        | Asistencia: 1 732 espectadores Árbitro(s): Julio Luna | Asistencia: 1 732 espectadores Árbitro(s): Julio Luna |

Comunicaciones clasifica a semifinales con un global de 1-0.

#### Municipal - Xelajú MC
| 12 de diciembre de 2021, 20:00 | Xelajú MC | 0:1 (0:0) | Municipal                | Estadio Mario Camposeco, Quetzaltenango               |                                                       |
|                                |           | Reporte   | 51' José Carlos Martínez | Asistencia: 716 espectadores Árbitro(s): Luis Escobar | Asistencia: 716 espectadores Árbitro(s): Luis Escobar |

| 19 de diciembre de 2021, 11:00 | Municipal | 0:1 (0:1) | Xelajú MC        | El Trébol, Ciudad de Guatemala                           |                                                          |
|                                |           | Reporte   | 13' Juan Barrera | Asistencia: 649 espectadores Árbitro(s): Ignacio Fuentes | Asistencia: 649 espectadores Árbitro(s): Ignacio Fuentes |

Municipal clasifica a semifinales por posición en la tabla de clasificación (3.°) tras un global de 1-1.

#### Malacateco - Santa Lucía Cotzumalguapa
| 12 de diciembre de 2021, 15:00 | Santa Lucía Cotzumalguapa | 1:0 (0:0) | Malacateco | Estadio Municipal Cotzumalguapa, Santa Lucía Cotzumalguapa |                                                        |
|                                | Charles Martínez 47'      |           |            | Asistencia: 900 espectadores Árbitro(s): Mario Noriega     | Asistencia: 900 espectadores Árbitro(s): Mario Noriega |

| 19 de diciembre de 2021, 15:00 | Malacateco       | 1:0 (0:0) | Santa Lucía Cotzumalguapa | Estadio Santa Lucía, Malacatán                              |                                                             |
|                                | Enzo Herrera 63' | Reporte   |                           | Asistencia: 900 espectadores Árbitro(s): Mario Escobar Toca | Asistencia: 900 espectadores Árbitro(s): Mario Escobar Toca |

Malacateco clasifica a semifinales por posición en la tabla de clasificación (4.°) tras un global de 1-1.

### Semifinales

#### Antigua GFC - Malacateco
| 22 de diciembre de 2021, 11:00 | Malacateco                              | 2:0 (1:0) | Antigua GFC | Estadio Santa Lucía, Malacatán                       |                                                      |
|                                | Yonathan Morán 45' · Matías Rotondi 67' | Reporte   |             | Asistencia: 900 espectadores Árbitro(s): Kevin Cacao | Asistencia: 900 espectadores Árbitro(s): Kevin Cacao |

| 25 de diciembre de 2021, 18:00 | Antigua GFC    | 1:1 (1:0) | Malacateco         | Estadio Pensativo, Antigua Guatemala                  |                                                       |
|                                | Pedro Báez 38' | Reporte   | 52' Matías Rotondi | Asistencia: 2 586 espectadores Árbitro(s): Julio Luna | Asistencia: 2 586 espectadores Árbitro(s): Julio Luna |

Malacateco clasifica a las finales con un global de 3-1.

#### Comunicaciones - Municipal
Clásico 317
| 23 de diciembre de 2021, 15:00 | Municipal | 0:0 (0:0) | Comunicaciones | El Trébol, Ciudad de Guatemala                                |                                                               |
|                                |           | Reporte   |                | Asistencia: 2 139 espectadores Árbitro(s): Mario Escobar Toca | Asistencia: 2 139 espectadores Árbitro(s): Mario Escobar Toca |

Clásico 318
| 26 de diciembre de 2021, 20:00 | Comunicaciones | 0:0 (0:0) | Municipal | Estadio Nacional, Ciudad de Guatemala |                           |
|                                |                | Reporte   |           | Árbitro(s): Mario Noriega             | Árbitro(s): Mario Noriega |

Comunicaciones avanza a las finales por posición en la tabla de clasificación (2.°), tras un global de 0-0.

### Finales

#### Final Ida
| 1     | POR   | Rubén Darío Silva         |  |
| 5     | DEF   | Kevin Ruiz                |  |
| 12    | DEF   | Wilson Godoy 88'          |  |
| 22    | DEF   | Edwin Fuentes             |  |
| 23    | DEF   | Raúl Fernando Calderón    |  |
| 14    | DEF   | Jorge Sánchez Laparra 14' |  |
| 10    | MED   | Kenneth Cerdas 90'        |  |
| 6     | MED   | Kevin Ramírez 82'         |  |
| 21    | MED   | José Ochoa 82'            |  |
| 11    | DEL   | Matías Rotondi            |  |
| 27    | DEL   | Enzo Herrera              |  |
| D. T. | D. T. | Roberto Hernández         |  |

| 1     | POR   | Kevin Moscoso 57'     |  |
| 15    | DEF   | Alexander Larín 78'   |  |
| 6     | DEF   | José Carlos Pinto 62' |  |
| 28    | DEF   | José Corena           |  |
| 3     | DEF   | Nicolás Samayoa 70'   |  |
| 31    | MED   | Stheven Robles        |  |
| 10    | MED   | José Manuel Contreras |  |
| 25    | MED   | Jorge Aparicio        |  |
| 8     | DEL   | Rodrigo Saravia 62'   |  |
| 7     | DEL   | Andrés Lezcano        |  |
| 33    | DEL   | Juan Anangonó         |  |
| D. T. | D. T. | Mauricio Tapia        |  |

| 8  | MED | Yonathan Morán | 82' |
| 20 | MED | Bainer Barros  | 82' |
| 15 | MED | Enrique Klug   | 90' |

| 9    | DEL | Júnior Lacayo             | 46'      |
| 4 18 | MED | Karel Espino Óscar Santis | 62 · 62' |
| 14   | DEF | Rafael Morales            | 78'      |

| 39' · 71' | Matías Rotondi Wilson Godoy | 1-0 2-0 |

| 14' · 88' | Jorge Sánchez Laparra Wilson Godoy |

| 57' · 70' | Kevin Moscoso Nicolás Samayoa |

| Principal  | Mario Escobar     |
| Asistentes | Juan Daniel Tipaz |
|            | Luis Ventura      |
| Cuarto     | Mario Noriega     |

| 1     | POR   | Rubén Darío Silva         |  |
| 5     | DEF   | Kevin Ruiz                |  |
| 12    | DEF   | Wilson Godoy 88'          |  |
| 22    | DEF   | Edwin Fuentes             |  |
| 23    | DEF   | Raúl Fernando Calderón    |  |
| 14    | DEF   | Jorge Sánchez Laparra 14' |  |
| 10    | MED   | Kenneth Cerdas 90'        |  |
| 6     | MED   | Kevin Ramírez 82'         |  |
| 21    | MED   | José Ochoa 82'            |  |
| 11    | DEL   | Matías Rotondi            |  |
| 27    | DEL   | Enzo Herrera              |  |
| D. T. | D. T. | Roberto Hernández         |  |

| 1     | POR   | Kevin Moscoso 57'     |  |
| 15    | DEF   | Alexander Larín 78'   |  |
| 6     | DEF   | José Carlos Pinto 62' |  |
| 28    | DEF   | José Corena           |  |
| 3     | DEF   | Nicolás Samayoa 70'   |  |
| 31    | MED   | Stheven Robles        |  |
| 10    | MED   | José Manuel Contreras |  |
| 25    | MED   | Jorge Aparicio        |  |
| 8     | DEL   | Rodrigo Saravia 62'   |  |
| 7     | DEL   | Andrés Lezcano        |  |
| 33    | DEL   | Juan Anangonó         |  |
| D. T. | D. T. | Mauricio Tapia        |  |

| 8  | MED | Yonathan Morán | 82' |
| 20 | MED | Bainer Barros  | 82' |
| 15 | MED | Enrique Klug   | 90' |

| 9    | DEL | Júnior Lacayo             | 46'      |
| 4 18 | MED | Karel Espino Óscar Santis | 62 · 62' |
| 14   | DEF | Rafael Morales            | 78'      |

| 39' · 71' | Matías Rotondi Wilson Godoy | 1-0 2-0 |

| 14' · 88' | Jorge Sánchez Laparra Wilson Godoy |

| 57' · 70' | Kevin Moscoso Nicolás Samayoa |

| Principal  | Mario Escobar     |
| Asistentes | Juan Daniel Tipaz |
|            | Luis Ventura      |
| Cuarto     | Mario Noriega     |

| 1     | POR   | Rubén Darío Silva         |  |
| 5     | DEF   | Kevin Ruiz                |  |
| 12    | DEF   | Wilson Godoy 88'          |  |
| 22    | DEF   | Edwin Fuentes             |  |
| 23    | DEF   | Raúl Fernando Calderón    |  |
| 14    | DEF   | Jorge Sánchez Laparra 14' |  |
| 10    | MED   | Kenneth Cerdas 90'        |  |
| 6     | MED   | Kevin Ramírez 82'         |  |
| 21    | MED   | José Ochoa 82'            |  |
| 11    | DEL   | Matías Rotondi            |  |
| 27    | DEL   | Enzo Herrera              |  |
| D. T. | D. T. | Roberto Hernández         |  |

| 1     | POR   | Kevin Moscoso 57'     |  |
| 15    | DEF   | Alexander Larín 78'   |  |
| 6     | DEF   | José Carlos Pinto 62' |  |
| 28    | DEF   | José Corena           |  |
| 3     | DEF   | Nicolás Samayoa 70'   |  |
| 31    | MED   | Stheven Robles        |  |
| 10    | MED   | José Manuel Contreras |  |
| 25    | MED   | Jorge Aparicio        |  |
| 8     | DEL   | Rodrigo Saravia 62'   |  |
| 7     | DEL   | Andrés Lezcano        |  |
| 33    | DEL   | Juan Anangonó         |  |
| D. T. | D. T. | Mauricio Tapia        |  |

| 8  | MED | Yonathan Morán | 82' |
| 20 | MED | Bainer Barros  | 82' |
| 15 | MED | Enrique Klug   | 90' |

| 9    | DEL | Júnior Lacayo             | 46'      |
| 4 18 | MED | Karel Espino Óscar Santis | 62 · 62' |
| 14   | DEF | Rafael Morales            | 78'      |

| 39' · 71' | Matías Rotondi Wilson Godoy | 1-0 2-0 |

| 14' · 88' | Jorge Sánchez Laparra Wilson Godoy |

| 57' · 70' | Kevin Moscoso Nicolás Samayoa |

| Principal  | Mario Escobar     |
| Asistentes | Juan Daniel Tipaz |
|            | Luis Ventura      |
| Cuarto     | Mario Noriega     |

| 1     | POR   | Rubén Darío Silva         |  |
| 5     | DEF   | Kevin Ruiz                |  |
| 12    | DEF   | Wilson Godoy 88'          |  |
| 22    | DEF   | Edwin Fuentes             |  |
| 23    | DEF   | Raúl Fernando Calderón    |  |
| 14    | DEF   | Jorge Sánchez Laparra 14' |  |
| 10    | MED   | Kenneth Cerdas 90'        |  |
| 6     | MED   | Kevin Ramírez 82'         |  |
| 21    | MED   | José Ochoa 82'            |  |
| 11    | DEL   | Matías Rotondi            |  |
| 27    | DEL   | Enzo Herrera              |  |
| D. T. | D. T. | Roberto Hernández         |  |

| 1     | POR   | Kevin Moscoso 57'     |  |
| 15    | DEF   | Alexander Larín 78'   |  |
| 6     | DEF   | José Carlos Pinto 62' |  |
| 28    | DEF   | José Corena           |  |
| 3     | DEF   | Nicolás Samayoa 70'   |  |
| 31    | MED   | Stheven Robles        |  |
| 10    | MED   | José Manuel Contreras |  |
| 25    | MED   | Jorge Aparicio        |  |
| 8     | DEL   | Rodrigo Saravia 62'   |  |
| 7     | DEL   | Andrés Lezcano        |  |
| 33    | DEL   | Juan Anangonó         |  |
| D. T. | D. T. | Mauricio Tapia        |  |

| 8  | MED | Yonathan Morán | 82' |
| 20 | MED | Bainer Barros  | 82' |
| 15 | MED | Enrique Klug   | 90' |

| 9    | DEL | Júnior Lacayo             | 46'      |
| 4 18 | MED | Karel Espino Óscar Santis | 62 · 62' |
| 14   | DEF | Rafael Morales            | 78'      |

| 39' · 71' | Matías Rotondi Wilson Godoy | 1-0 2-0 |

| 14' · 88' | Jorge Sánchez Laparra Wilson Godoy |

| 57' · 70' | Kevin Moscoso Nicolás Samayoa |

| Principal  | Mario Escobar     |
| Asistentes | Juan Daniel Tipaz |
|            | Luis Ventura      |
| Cuarto     | Mario Noriega     |

#### Final - Vuelta
| 30    | POR   | Kevin Moscoso         |  |
| 6     | DEF   | José Carlos PInto     |  |
| 14    | DEF   | Rafael Morales 71'    |  |
| 31    | DEF   | Stheven Robles 46'    |  |
| 4     | MED   | Karel Espino 71'      |  |
| 28    | MED   | José Corena           |  |
| 7     | MED   | Andrés Lezcano 65'    |  |
| 10    | MED   | José Manuel Contreras |  |
| 21    | DEL   | Jorge Aparicio 22'    |  |
| 11    | DEL   | Óscar Santis 46'      |  |
| 33    | DEL   | Juan Anangonó         |  |
| D. T. | D. T. | Willy Coito Olivera   |  |

| 1     | POR   | Rubén Darío Silva         |  |
| 12    | DEF   | Wilson Godoy              |  |
| 22    | DEF   | Edwin Fuentes             |  |
| 06    | DEF   | Kevin Ruiz                |  |
| 8     | DEF   | Yonathan Morán 88'        |  |
| 14    | DEF   | Jorge Sánchez Laparra 69' |  |
| 16    | MED   | Durban Reyes 78'          |  |
| 6     | MED   | Kevin Ramírez 41' 78'     |  |
| 23    | MED   | Raúl Calderón             |  |
| 11    | DEL   | Matías Rotondi            |  |
| 27    | DEL   | Enzo Herrera              |  |
| D. T. | D. T. | Roberto Hernández         |  |

| 9 26 | DEL MED | Júnior Lacayo · Lynner García 84' | 46 · 46' |
| 19   | DEL     | Marco Bueno                       | 65'      |
| 8 15 | MED DEF | Rodrigo Saravia Alexander Larín   | 71 · 71' |

| 15    | MED | Enrique Klug                 | 69'      |
| 18 20 | MED | Carlos de León Bainer Barros | 78 · 78' |
| 9     | DEL | Oliver Rodas                 | 88'      |

| 22' · 84' | Jorge Aparicio Lynner García |

| 41' | Kevin Ramírez |

| Principal  | Julio Luna      |
| Asistentes | Humberto Panjoj |
|            | René Ochoa      |
| Cuarto     | Kevin Cacao     |

| 30    | POR   | Kevin Moscoso         |  |
| 6     | DEF   | José Carlos PInto     |  |
| 14    | DEF   | Rafael Morales 71'    |  |
| 31    | DEF   | Stheven Robles 46'    |  |
| 4     | MED   | Karel Espino 71'      |  |
| 28    | MED   | José Corena           |  |
| 7     | MED   | Andrés Lezcano 65'    |  |
| 10    | MED   | José Manuel Contreras |  |
| 21    | DEL   | Jorge Aparicio 22'    |  |
| 11    | DEL   | Óscar Santis 46'      |  |
| 33    | DEL   | Juan Anangonó         |  |
| D. T. | D. T. | Willy Coito Olivera   |  |

| 1     | POR   | Rubén Darío Silva         |  |
| 12    | DEF   | Wilson Godoy              |  |
| 22    | DEF   | Edwin Fuentes             |  |
| 06    | DEF   | Kevin Ruiz                |  |
| 8     | DEF   | Yonathan Morán 88'        |  |
| 14    | DEF   | Jorge Sánchez Laparra 69' |  |
| 16    | MED   | Durban Reyes 78'          |  |
| 6     | MED   | Kevin Ramírez 41' 78'     |  |
| 23    | MED   | Raúl Calderón             |  |
| 11    | DEL   | Matías Rotondi            |  |
| 27    | DEL   | Enzo Herrera              |  |
| D. T. | D. T. | Roberto Hernández         |  |

| 9 26 | DEL MED | Júnior Lacayo · Lynner García 84' | 46 · 46' |
| 19   | DEL     | Marco Bueno                       | 65'      |
| 8 15 | MED DEF | Rodrigo Saravia Alexander Larín   | 71 · 71' |

| 15    | MED | Enrique Klug                 | 69'      |
| 18 20 | MED | Carlos de León Bainer Barros | 78 · 78' |
| 9     | DEL | Oliver Rodas                 | 88'      |

| 22' · 84' | Jorge Aparicio Lynner García |

| 41' | Kevin Ramírez |

| Principal  | Julio Luna      |
| Asistentes | Humberto Panjoj |
|            | René Ochoa      |
| Cuarto     | Kevin Cacao     |

| 30    | POR   | Kevin Moscoso         |  |
| 6     | DEF   | José Carlos PInto     |  |
| 14    | DEF   | Rafael Morales 71'    |  |
| 31    | DEF   | Stheven Robles 46'    |  |
| 4     | MED   | Karel Espino 71'      |  |
| 28    | MED   | José Corena           |  |
| 7     | MED   | Andrés Lezcano 65'    |  |
| 10    | MED   | José Manuel Contreras |  |
| 21    | DEL   | Jorge Aparicio 22'    |  |
| 11    | DEL   | Óscar Santis 46'      |  |
| 33    | DEL   | Juan Anangonó         |  |
| D. T. | D. T. | Willy Coito Olivera   |  |

| 1     | POR   | Rubén Darío Silva         |  |
| 12    | DEF   | Wilson Godoy              |  |
| 22    | DEF   | Edwin Fuentes             |  |
| 06    | DEF   | Kevin Ruiz                |  |
| 8     | DEF   | Yonathan Morán 88'        |  |
| 14    | DEF   | Jorge Sánchez Laparra 69' |  |
| 16    | MED   | Durban Reyes 78'          |  |
| 6     | MED   | Kevin Ramírez 41' 78'     |  |
| 23    | MED   | Raúl Calderón             |  |
| 11    | DEL   | Matías Rotondi            |  |
| 27    | DEL   | Enzo Herrera              |  |
| D. T. | D. T. | Roberto Hernández         |  |

| 9 26 | DEL MED | Júnior Lacayo · Lynner García 84' | 46 · 46' |
| 19   | DEL     | Marco Bueno                       | 65'      |
| 8 15 | MED DEF | Rodrigo Saravia Alexander Larín   | 71 · 71' |

| 15    | MED | Enrique Klug                 | 69'      |
| 18 20 | MED | Carlos de León Bainer Barros | 78 · 78' |
| 9     | DEL | Oliver Rodas                 | 88'      |

| 22' · 84' | Jorge Aparicio Lynner García |

| 41' | Kevin Ramírez |

| Principal  | Julio Luna      |
| Asistentes | Humberto Panjoj |
|            | René Ochoa      |
| Cuarto     | Kevin Cacao     |

| 30    | POR   | Kevin Moscoso         |  |
| 6     | DEF   | José Carlos PInto     |  |
| 14    | DEF   | Rafael Morales 71'    |  |
| 31    | DEF   | Stheven Robles 46'    |  |
| 4     | MED   | Karel Espino 71'      |  |
| 28    | MED   | José Corena           |  |
| 7     | MED   | Andrés Lezcano 65'    |  |
| 10    | MED   | José Manuel Contreras |  |
| 21    | DEL   | Jorge Aparicio 22'    |  |
| 11    | DEL   | Óscar Santis 46'      |  |
| 33    | DEL   | Juan Anangonó         |  |
| D. T. | D. T. | Willy Coito Olivera   |  |

| 1     | POR   | Rubén Darío Silva         |  |
| 12    | DEF   | Wilson Godoy              |  |
| 22    | DEF   | Edwin Fuentes             |  |
| 06    | DEF   | Kevin Ruiz                |  |
| 8     | DEF   | Yonathan Morán 88'        |  |
| 14    | DEF   | Jorge Sánchez Laparra 69' |  |
| 16    | MED   | Durban Reyes 78'          |  |
| 6     | MED   | Kevin Ramírez 41' 78'     |  |
| 23    | MED   | Raúl Calderón             |  |
| 11    | DEL   | Matías Rotondi            |  |
| 27    | DEL   | Enzo Herrera              |  |
| D. T. | D. T. | Roberto Hernández         |  |

| 9 26 | DEL MED | Júnior Lacayo · Lynner García 84' | 46 · 46' |
| 19   | DEL     | Marco Bueno                       | 65'      |
| 8 15 | MED DEF | Rodrigo Saravia Alexander Larín   | 71 · 71' |

| 15    | MED | Enrique Klug                 | 69'      |
| 18 20 | MED | Carlos de León Bainer Barros | 78 · 78' |
| 9     | DEL | Oliver Rodas                 | 88'      |

| 22' · 84' | Jorge Aparicio Lynner García |

| 41' | Kevin Ramírez |

| Principal  | Julio Luna      |
| Asistentes | Humberto Panjoj |
|            | René Ochoa      |
| Cuarto     | Kevin Cacao     |

#### Campeón
|                                               |
| Campeón Deportivo Malacateco                  |
| 1° título Clasificado a la Liga Concacaf 2022 |

### Tabla de posiciones final
Según reglamento de liga, campeón y subcampeón son definidos por fase final, mientras que los siguientes 10 puestos por tabla de clasificación. 
| Pos. | Equipo                    | Pts. | PJ | G  | E  | P  | GF | GC | Dif. | Clasificación                |
| ---- | ------------------------- | ---- | -- | -- | -- | -- | -- | -- | ---- | ---------------------------- |
| 1    | Malacateco                | 47   | 28 | 13 | 8  | 7  | 37 | 24 | +13  | Campeón - Liga Concacaf 2022 |
| 2    | Comunicaciones            | 51   | 28 | 14 | 9  | 5  | 37 | 21 | +16  | Subcampeón                   |
| 3    | Antigua GFC               | 46   | 22 | 14 | 4  | 4  | 36 | 12 | +24  |                              |
| 4    | Municipal                 | 39   | 22 | 11 | 6  | 5  | 29 | 15 | +14  |                              |
| 5    | Santa Lucía Cotzumalguapa | 36   | 22 | 8  | 12 | 2  | 27 | 24 | +3   |                              |
| 6    | Xelajú MC                 | 30   | 22 | 8  | 6  | 8  | 18 | 22 | −4   |                              |
| 7    | Iztapa                    | 28   | 22 | 8  | 4  | 10 | 25 | 33 | −8   |                              |
| 8    | Sololá                    | 25   | 22 | 6  | 7  | 9  | 19 | 31 | −12  |                              |
| 9    | Guastatoya                | 23   | 22 | 5  | 8  | 9  | 17 | 22 | −5   |                              |
| 10   | Cobán Imperial            | 20   | 22 | 5  | 5  | 12 | 19 | 26 | −7   |                              |
| 11   | Achuapa                   | 16   | 22 | 3  | 7  | 12 | 11 | 22 | −11  |                              |
| 12   | Nueva Concepción          | 16   | 22 | 4  | 4  | 14 | 11 | 31 | −20  |                              |

Actualizado a los partidos jugados el 2 de enero de 2022.
 Fuente: Página oficial
Criterios de clasificación: Puntos · Diferencia de goles · Goles a favor · Enfrentamiento directo